# Міжгірська сільська рада
| Міжгірська сільська рада — орган місцевого самоврядування у Богородчанському районі Івано-Франківської області з адміністративним центром у с. Міжгір'я. Водоймища на території, підпорядкованій даній раді: річка Луква. Сільській раді підпорядковані населені пункти: - с. Міжгір'я |

## Склад ради
Рада складається з 14 депутатів та голови.

### Керівний склад ради
| ПІБ                     | Основні відомості                                                 | Дата обрання | Дата звільнення |
| ----------------------- | ----------------------------------------------------------------- | ------------ | --------------- |
| Зіняк Дмитро Степанович | Сільський голова, 1943 року народження, освіта, безпартійний      | 26.03.2006   | 05.07.2006      |
| Зіняк Дмитро Степанович | Сільський голова, 1943 року народження, освіта, безпартійний      | 26.03.2006   | 05.07.2006      |
| Зіняк Петро Іванович    | Сільський голова, 1967 року народження, освіта, безпартійний      | 17.12.2006   | 31.10.2010      |
| Зіняк Петро Іванович    | Сільський голова, 1967 року народження, освіта вища, безпартійний | 31.10.2010   |                 |

Примітка: таблиця складена за даними джерела